# Castello di Schleißheim
Il castello di Schleißheim (in tedesco Schloss Schleißheim) è un complesso architettonico situato nel comune di Oberschleißheim, a nord di Monaco di Baviera, in Germania.
Comprende tre castelli: il Castello Vecchio di Schleißheim e il Castello Nuovo di Schleißheim che si trovano nell'area occidentale del parco e il Castello di Lustheim situato nell'area orientale del parco. L'intero complesso venne concepito come residenza estiva dai regnanti bavaresi.

## Storia
Il Castello Vecchio di Schleißheim (Altes Schloss) venne costruito tra il 1617 e il 1623 nel luogo in cui sorgeva una preesistente struttura architettonica. La direzione dei lavori fu affidata all'architetto Heinrich Schön. Durante la seconda guerra mondiale la struttura subì gravissimi danni, venendo ristrutturata nel suo aspetto estetico nel corso degli anni settanta del Novecento.
Il Castello di Lustheim (Schloss Lustheim) venne costruito tra il 1684 e il 1685 all'estremità opposta della tenuta, ad oltre un chilometro di distanza dal Vecchio Castello, e venne utilizzato prevalentemente come casino di caccia. La direzione dei lavori fu affidata all'architetto Enrico Zuccalli.
Il Castello Nuovo di Schleißheim (Neues Schloss) di Schleißheim fu commissionato tra il 1701 e 1726 dal principe elettore Massimiliano II Emanuele di Baviera all'architetto Enrico Zuccalli, che negli anni precedenti aveva realizzato il Castello di Lustheim. Il complesso venne tuttavia completato in seguito da Joseph Effner.

## Descrizione

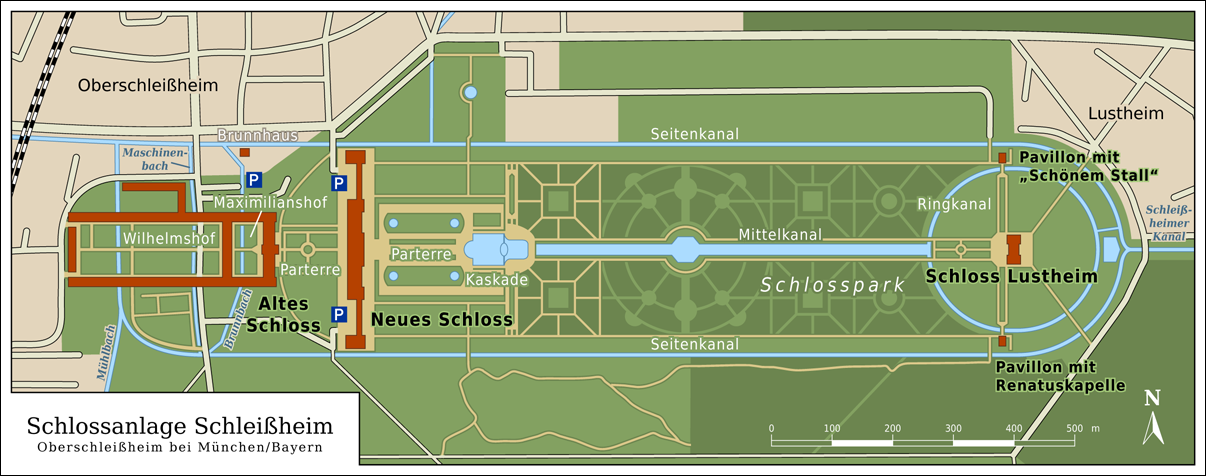
Pianta dell'intero complesso con il parco e i tre edifici castellani

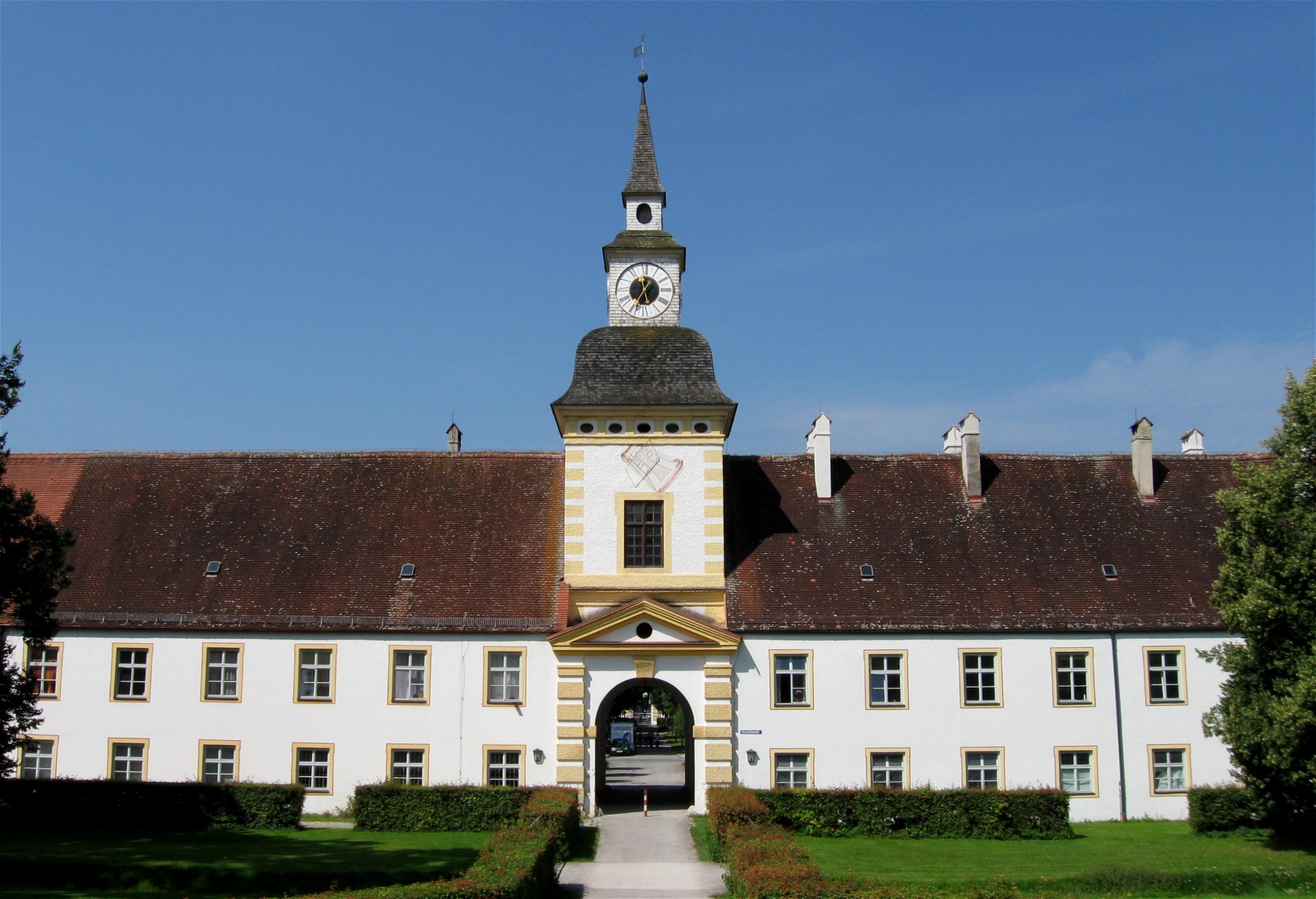
Il fabbricato occidentale del Castello Vecchio con la torre dell'orologio.

### Parco
L'area in cui sorgono i tre distinti complessi architettonici si estende per oltre un chilometro con orientamento da ovest a est e si caratterizza per la presenza di un vastissimo parco alla francese monumentale delimitato un fosso circolare. È tutto incentrato sulla grande prospettiva centrale costituita dal gran canale, che attraversa tutta l'area compresa tra il Castello Nuovo e il Castello di Lustheim.

### Castello Vecchio di Schleißheim

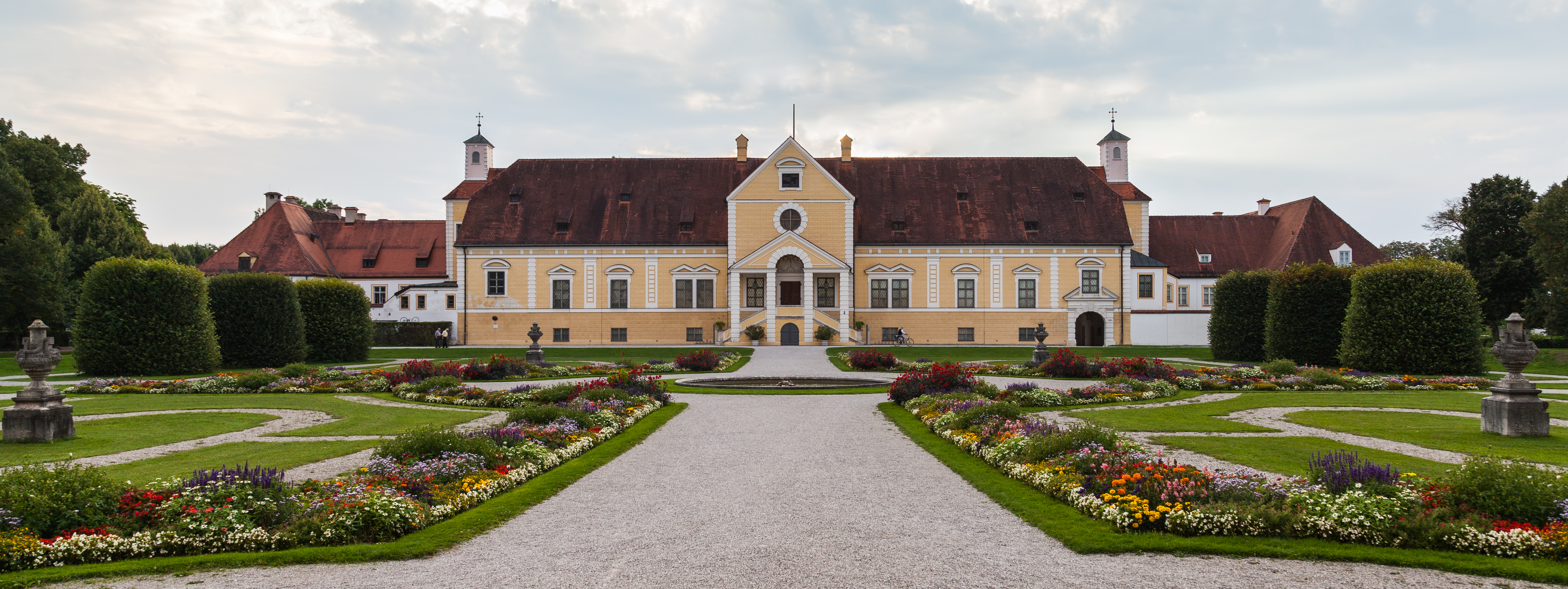
Il fabbricato orientale del Castello Vecchio.

Il Vecchio Castello di Schleißheim si presenta con la struttura padronale addossata lateralmente altri fabbricati agricoli.
Il palazzo padronale è costituito da un corpo di fabbrica a sezione rettangolare, articolato su un unico livello che poggia su un basamento seminterrato. Sia sul lato orientale rivolto verso il Castello Nuovo che il lato occidentale rivolto verso un giardino interno si trovano le porte d'ingresso. A ovest il giardino interno è chiuso da un altro corpo di fabbrica rettangolare, disposto parallelamente al primo, che si caratterizza per la torre dell'orologio che si eleva al centro della facciata rivolta verso il Castello Vecchio ed è ciò che resta della preesistente struttura architettonica fatta costruire in epoca tardo-cinquecentesca da Guglielmo V di Baviera, prima della costruzione del castello propriamente detto.

### Castello Nuovo di Schleißheim

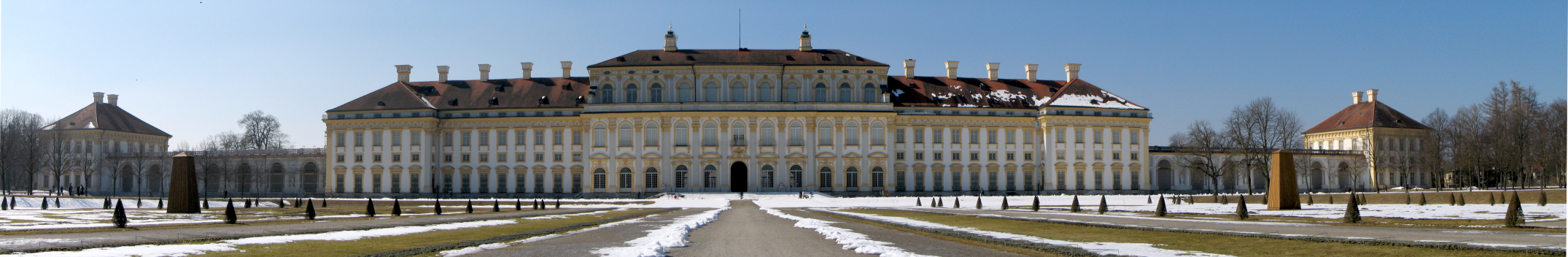
Il Castello Nuovo.

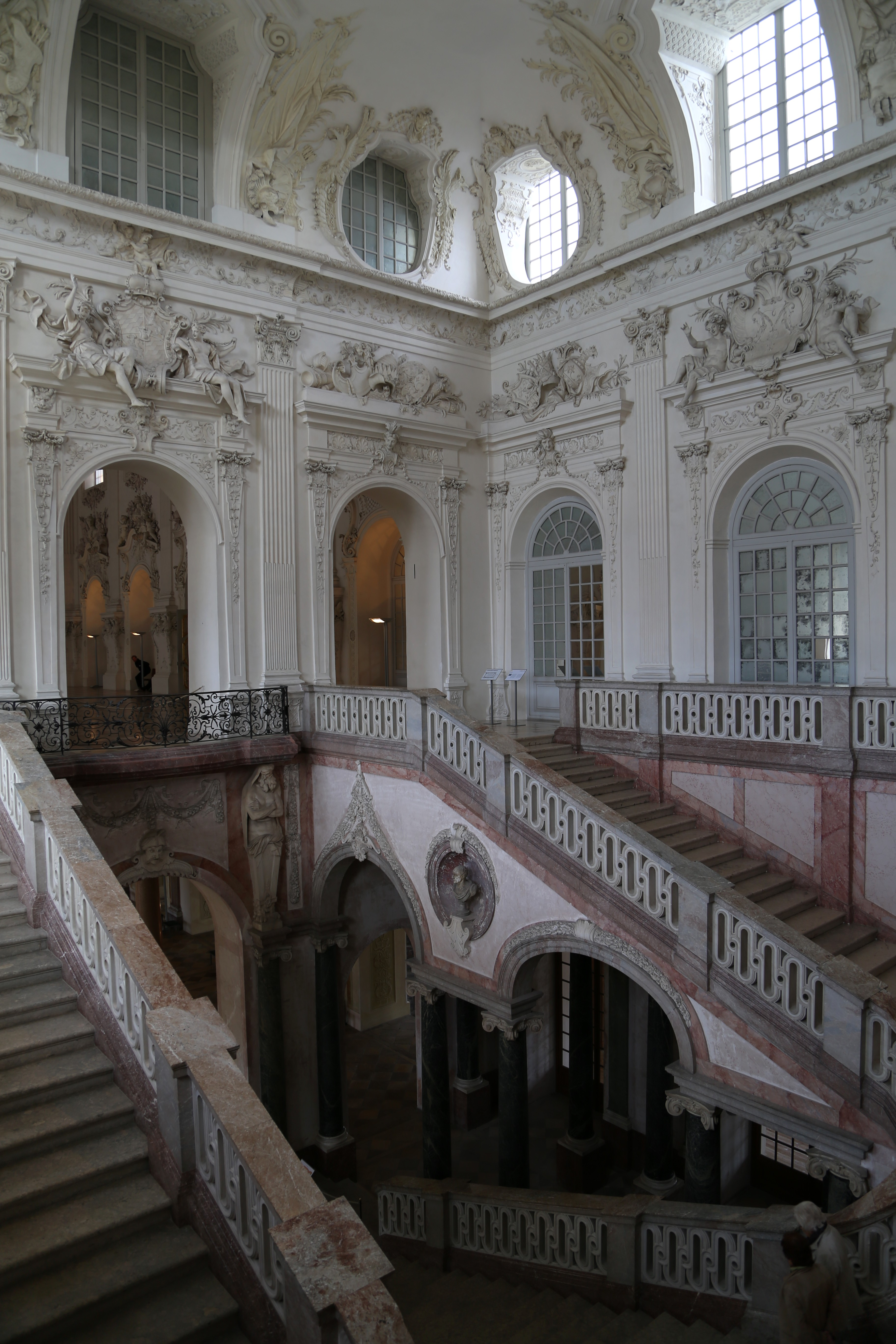
Lo Scalone d'onore.

Il Nuovo Castello di Schleißheim si presenta come un imponente complesso architettonico, la cui imponenza ricorda altre coeve regge europee.
Numerose sale furono affrescate sul soffitto dal pittore veneziano Jacopo Amigoni, con scene tratte dall'Eneide in cui il principe è allegoricamente rappresentato come Enea.
Oggi nel castello è ospitata una galleria di dipinti barocchi (Staatsgalerie) appartenenti alla raccolta dello Stato bavarese (una delle cosiddette "gallerie secondarie" rispetto alla Alte Pinakothek di Monaco, anche se la qualità delle opere esposte, specialmente dopo l'ultimo allestimento del 2001, è molto alta). Tra i più importanti pittori rappresentati si ricordano i fiamminghi Peter Paul Rubens, van Dyck; gli italiani Ludovico Carracci, Annibale Carracci, Guido Reni, Il Guercino, Carlo Saraceni, Marcantonio Bassetti, Alessandro Tiarini, Giulio Cesare Procaccini, Carlo Dolci, Francesco Furini, Simone Pignoni, Onorio Marinari, Guido Cagnacci, Pietro da Cortona, Ciro Ferri, Jacopo Amigoni, Luca Giordano, Massimo Stanzione, Andrea Vaccaro, Mattia Preti; i tedeschi Joachim von Sandrart, Johann Heinrich Schönfeld, Johann Carl Loth e gli spagnoli Alonso Cano, José Antolínez, Jusepe de Ribera ed El Greco (scuola); inoltre i francesi Gerard Douffet e Nicolas Poussin.

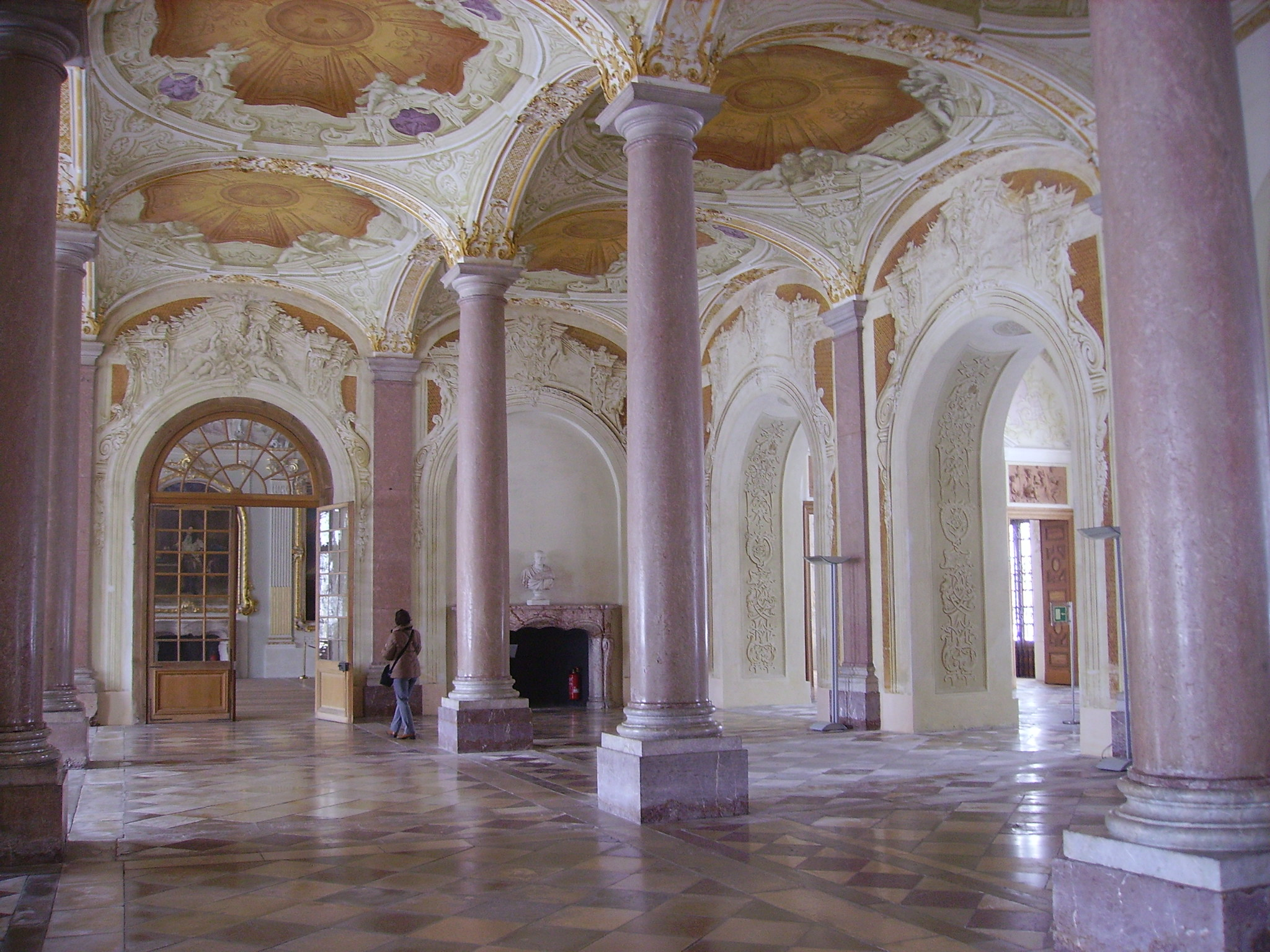
Il Vestibolo.
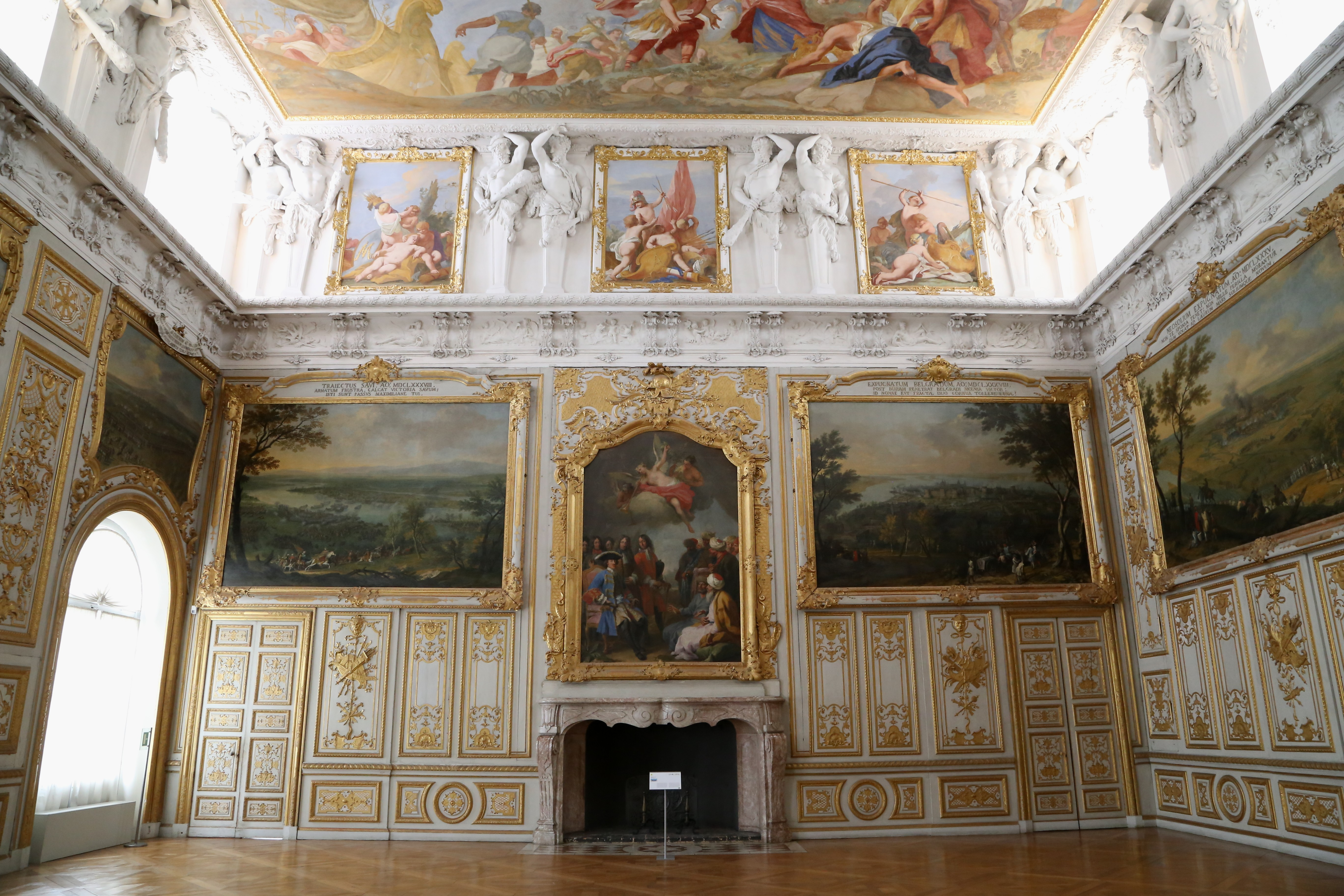
La Sala delle Vittorie.
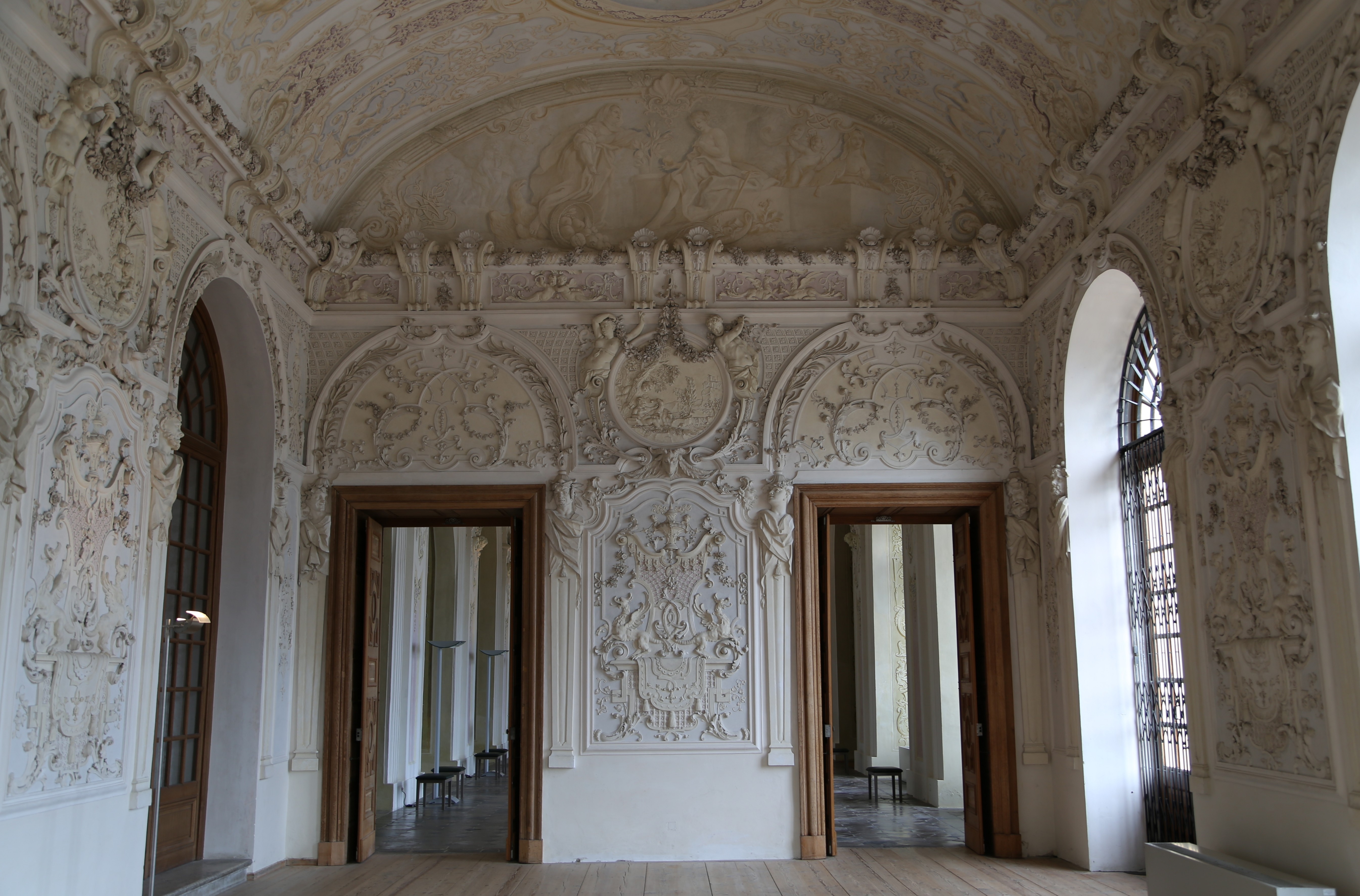
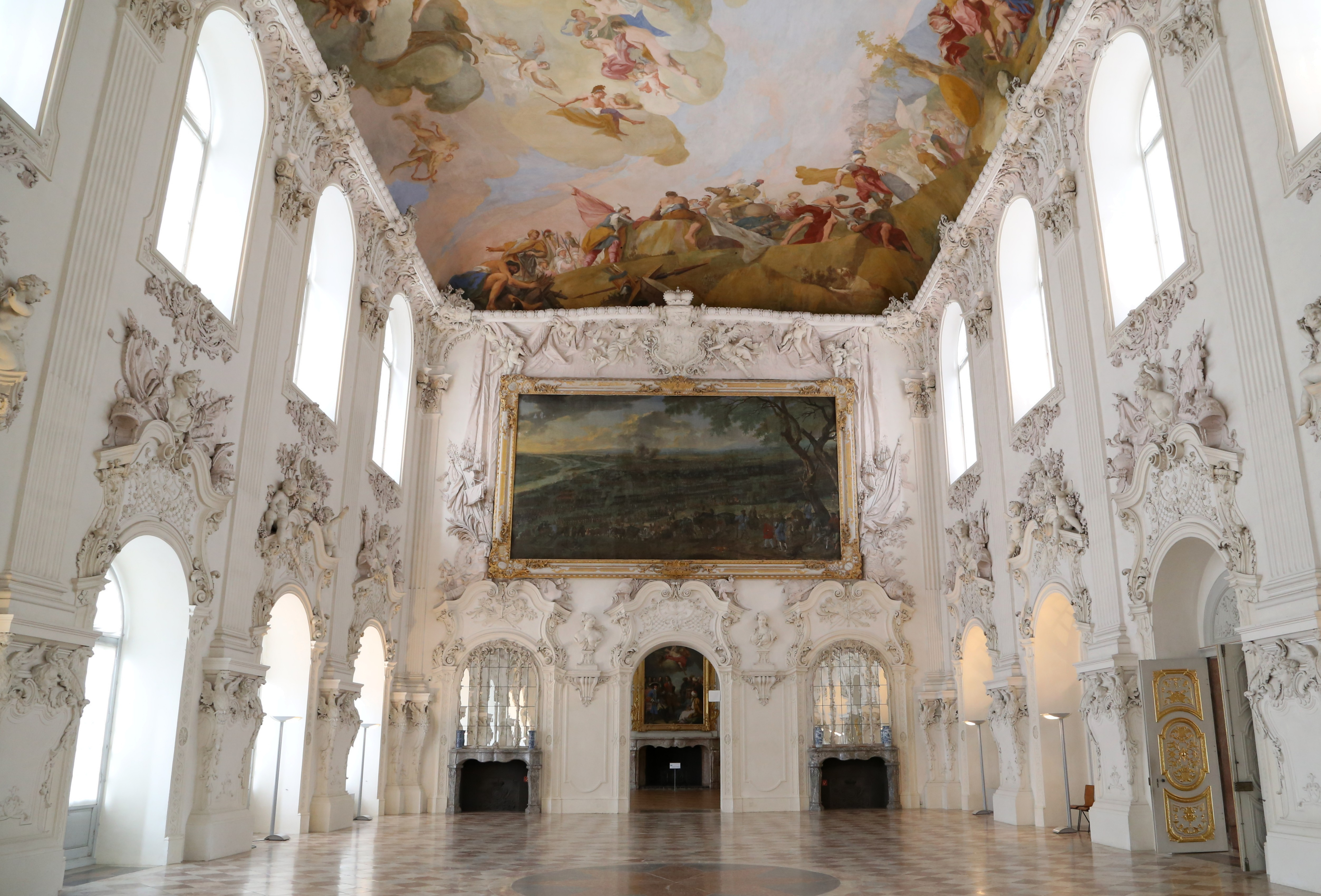
La Sala Grande.
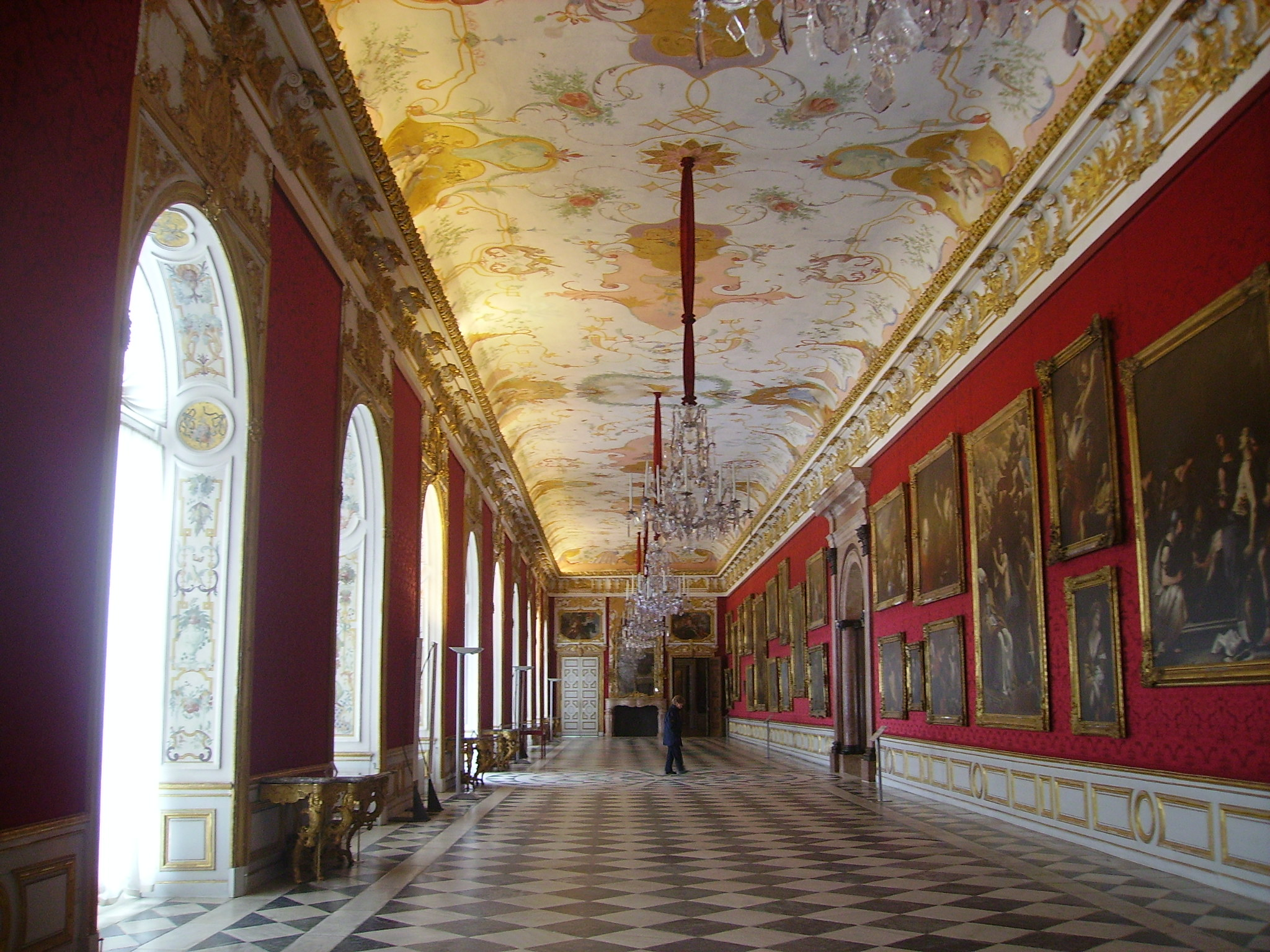
La Gran Galleria.

### Castello di Lustheim

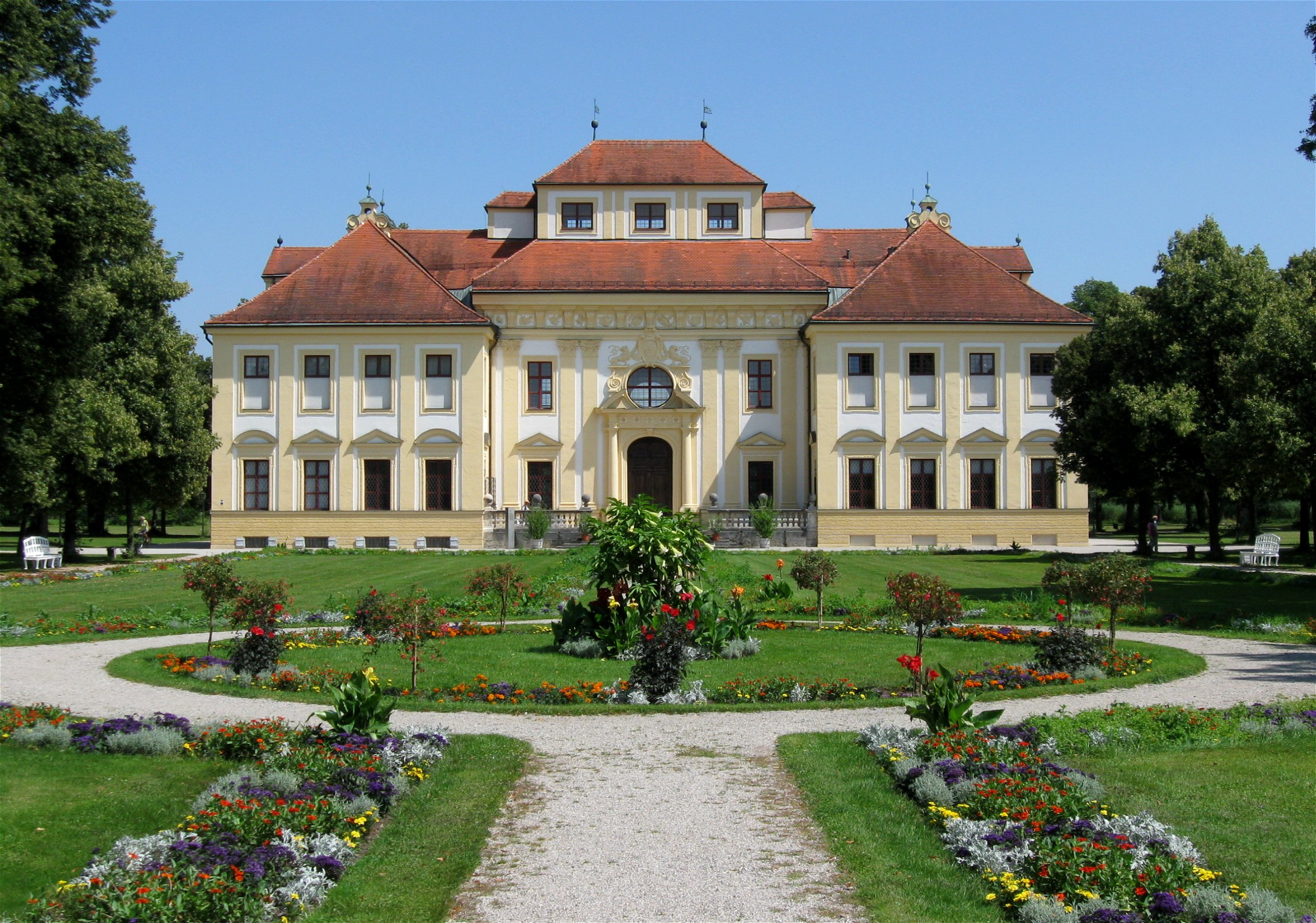
Il Castello di Lustheim visto da ovest

Il Castello di Lustheim si trova all'estremità orientale del parco su un isolotto artificiale dalla forma circolare delimitato da un canale concentrico.
La struttura architettonica è costituita da un corpo di fabbrica centrale principale addossato a due avancorpi laterali; nel suo insieme il complesso presenta una pianta a forma di H stilizzata. Il palazzo si articola su due livelli, con il corpo di fabbrica centrale culminante con un belvedere sommitale.
Al suo interno è conservata dal 1971 una collezione di porcellane della manifattura di Meißen appartenente al Museo Nazionale Bavarese, del quale costituisce una sede distaccata. La sala centrale del palazzo al piano terra era originariamente il Salone da Ballo, mentre nelle due ali laterali si articolano gli appartamenti in cui risiedevano rispettivamente il principe elettore e la principessa elettrice; al piano superiore invece si trovavano gli ambienti per la servitù.

## Filmografia
Presso i complessi architettonici e il parco sono state girate le scene di alcuni noti film.
- Anatole Litvak, I dannati, 1951.
- Stanley Kubrick, Orizzonti di gloria, 1957.
- Alain Resnais, L'anno scorso a Marienbad, 1961.
- Herbert Reinecker, L'ispettore Derrick, La doppia vita del Signor Richter, 1984.
- Paul W. S. Anderson, I tre moschettieri, 2011.